# Ginetta G56
Ginetta G56 — спорткар, разработанный в 2021 году британской компанией Ginetta Cars. Является преемником Ginetta G55.

## GT4
Ginetta G56 GT4 был запущен в производство в 2021 году в роли преемника Ginetta G55 GT4. В основном, автомобиль участвует в британском чемпионате GT в категории GT4. В движение G56 приводится 6,2-литровым двигателем V8 собственного производства мощностью 500 л. с.

### GT4 Evo
1 ноября 2023 года была представлена версия G56 GT4 EVO с обновлённым кузовом. Изменения коснулись капота и заднего антикрыла. Дебют состоялся в октябре 2023 года.

## GTA

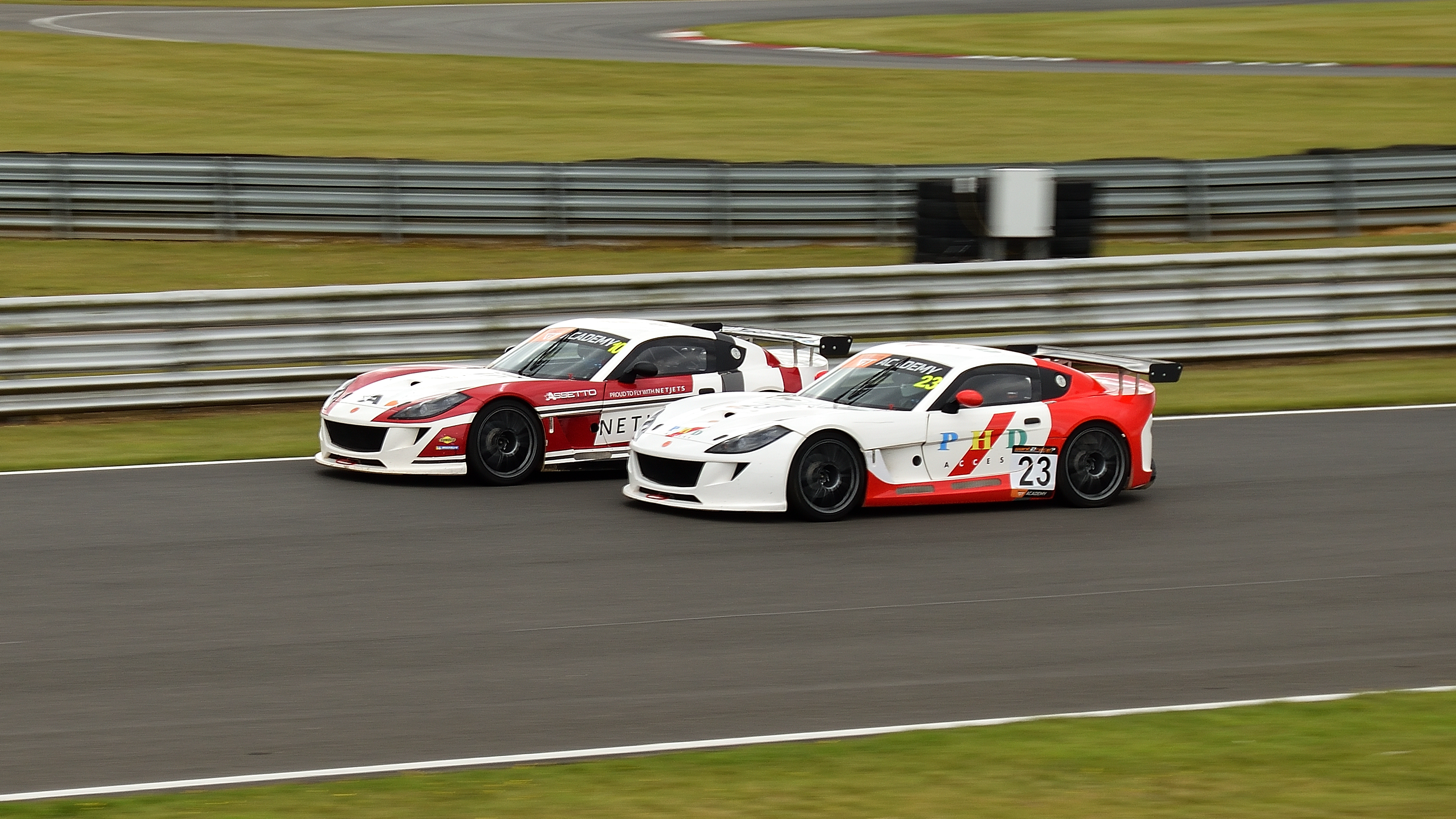
Два Ginetta G56 GTA на трассе Ginetta GT Academy

G56 GTA является преемником G55 GTA. Он оснащён 3,7-литровым двигателем Ford V6 мощностью 270 л. с. Модернизированная версия получила индекс G56 GT Pro.

## G56 GTR
G56 GTR — Road Car на базе G56. Он оснащён 6,2-литровым двигателем V8 Ginetta мощностью 450 л. с. и трансмиссией H-образной формы.